# 길별은
길별은(1969년 11월 11일 ~ )은 대한민국의 배우이다.

## 이력
1990년 연극배우 첫 데뷔하였으며 14년 후 2004년 뮤지컬배우 데뷔하였다.

## 출연작

### 영화
- 《백년사는 하루살이》 (2012년) - 폐지할머니아들 역
- 《독짓는 늙은이》 (2010년)
- 《연》 (2010년)
- 《기다립니다》 (2007년)
- 《아이엠독》 (2006년)
- 《위험했지만 뜻깊은 여행》 (2006년)
- 《지하철》 (2005년)
- 《작심삼일》 (2005년)
- 《12월》 (2005년)

### 드라마
- 《개과천선》 (MBC, 2014년)
- 《갑동이》 (tvN, 2014년) - 하일식 역 (특별출연)
- 《유쾌한 삼총사》 (SBS, 2011년)

## 수상
- 2012년 대한민국장애인문화예술상 국무총리상